# (36032) 1999 OC
1999 OC (asteroide 36032) é um asteroide da cintura principal. Possui uma excentricidade de 0.12296140 e uma inclinação de 11.44465º.
Este asteroide foi descoberto no dia 16 de julho de 1999 por Korado Korlević em Visnjan.